# Hans Vaihinger
Hans Vaihinger ([hans ˈfaɪɪŋɐ]; 25. září 1852 – 18. prosince 1933) byl německý filosof, nejznámější jako znalec Kanta a autor knihy Die Philosophie des Als Ob (Filozofie „jako by“), publikované v roce 1911, ačkoli její teze a základní principy byly vysloveny o více než třicet let dříve.

## Život
Vaihinger se narodil poblíž Tübingenu a vyrůstal ve „velmi zbožné atmosféře“. Studoval na univerzitách v Tübingenu, v Lipsku a v Berlíně. Poté se stal lektorem a později profesorem filozofie na univerzitě ve Štrasburku. V roce 1884 se přesunul na univerzitu v Halle, kde byl od roku 1892 řádným profesorem.

## Dílo
Vaihinger v knize Die Philosophie des Als Ob tvrdí, že lidé nikdy nemohou znát základní realitu světa, a že proto jen budujeme myšlenkové systémy, a pak předpokládáme, že se shodují s realitou: chováme se „jako by“ svět odpovídal naším modelům. Používal příklady z fyzikálních věd, jako jsou protony, elektrony a elektromagnetické vlny. Žádný z těchto jevů nebyl přímo pozorován, ale věda se tváří, že existují, a využívá pozorování učiněná na základě těchto předpokladů k vytvoření nových a lepších konstrukcí.
Vaihinger uznával několik předchůdců, zejména Kanta, ale nevěděl o textu Theory of Fictions Jeremyho Benthama, dokud na něj nebyl upozorněn svým překladatelem do angličtiny C. K. Ogdenem na samém závěru života. V předmluvě k anglickému vydání své práce vyjádřil Vaihinger svůj princip fikcionismu: „Myšlenka, u které připustíme její teoretickou nepravdu nebo nepřesnost, a tím i její nesprávnost, není proto prakticky bezcenná a zbytečná; vždyť taková myšlenka navzdory její teoretické neplatnosti [,] může mít velký praktický význam.“ Vaihinger navíc popřel, že by jeho filozofie byla formou skepticismu, protože skepticismus implikuje pochybnosti, zatímco v jeho filozofii „jako by“ je přijetí zjevně nepravdivých fikcí odůvodněno jako pragmatické neracionální řešení problémů, které nemají racionální řešení.
Záběr Vaihingerovy filozofie je však širší než jen věda. Nikdy si nemůžeme být jisti, že svět zítra ještě bude existovat, ale obvykle předpokládáme, že ano. Psycholog Alfred Adler byl hluboce ovlivněn Vaihingerovou teorií užitečných fikcí a začlenil myšlenku psychologických fikcí do svého osobního konstruktu fiktivního konečného cíle.
Během jeho života byla Vaihingerova práce obecně dobře přijata jak v Německu, tak v zahraničí, zejména v Americe. Když v roce 1924 vyšla jeho Philosophy of As If v angličtině, dosáhla původní kniha z roku 1911 již šesti vydání. Americký novinář Mencken však ji ostře kritizoval jako „nedůležitou poznámku ke všem existujícím systémům“. Vaihingera odmítli také logičtí pozitivisté.
Po jeho smrti a intelektuálním posunu po druhé světové válce se Vaihingerově práci dostávalo jen malé pozornosti filozofů. Zůstal jistý zájem ze strany psychologů, literárních vědců a podobně. Americký filozof Arthur Fine však ke konci 20. století Vaihingera přehodnotil a dospěl k závěru, že Vaihinger byl ve skutečnosti „klíčovým filozofem modelování ve dvacátém století“. Vaihingerův vliv se od té doby výrazně zvýšil a vzkvétající hnutí fikcionismu ve filozofii vědy bere jeho práci jako své historické východisko.